# Oussama Darfalou
Oussama Darfalou (Menaâ, 23 settembre 1993) è un calciatore algerino, attaccante svincolato.

## Carriera

### Club
Ha giocato nella prima divisione algerina dal 2014 al 2018 vestendo le maglie di USM Alger e RC Arbaâ, prima di trasferirsi in Olanda al Vitesse.

### Nazionale
È stato convocato per i Giochi della XXXI Olimpiade del 2016, dove ha disputato tutte e tre le partite della fase a gironi.
Nel 2019 ha esordito nella nazionale algerina.